# Campionati del mondo di paraciclismo
I campionati del mondo di paraciclismo UCI (in inglese UCI Para-cycling World Championships) sono uno dei campionati del mondo UCI e assegnano il titolo di Campione del mondo nelle diverse categorie del paraciclismo nelle discipline su strada e su pista. Sono gestiti dall'Unione Ciclistica Internazionale (UCI).
Le prime tre edizioni ebbero luogo nel 1998, 2002 e 2006 e furono organizzate dal Comitato Paralimpico Internazionale (IPC). Dal 2007 la ICP ha trasferito il controllo del paraciclismo all'Unione Ciclistica Internazionale (UCI). Dal 2009 si svolgono con cadenza annuale (eccetto alcune rare eccezioni) due eventi iridati distinti, i campionati su strada e quelli su pista.

## Edizioni

### Strada
| Anno | Nazione                                      | Città                                        |
| ---- | -------------------------------------------- | -------------------------------------------- |
| 1998 | Stati Uniti                                  | Utah                                         |
| 2002 | Germania                                     | Altenstadt                                   |
| 2006 | Svizzera                                     | Aigle                                        |
| 2007 | Francia                                      | Bordeaux                                     |
| 2009 | Italia                                       | Bogogno                                      |
| 2010 | Canada                                       | Baie-Comeau                                  |
| 2011 | Danimarca                                    | Roskilde                                     |
| 2013 | Canada                                       | Baie-Comeau                                  |
| 2014 | Stati Uniti                                  | Greenville                                   |
| 2015 | Svizzera                                     | Nottwil                                      |
| 2017 | Sudafrica                                    | Pietermaritzburg                             |
| 2018 | Italia                                       | Maniago                                      |
| 2019 | Paesi Bassi                                  | Emmen                                        |
| 2020 | annullati a causa della pandemia di COVID-19 | annullati a causa della pandemia di COVID-19 |
| 2021 | Portogallo                                   | Cascais                                      |
| 2022 | Canada                                       | Baie-Comeau                                  |
| 2023 | Regno Unito                                  | Glasgow                                      |
| 2024 | Svizzera                                     | Zurigo                                       |

### Pista
| Anno | Nazione     | Città                     |
| ---- | ----------- | ------------------------- |
| 1994 | Belgio      | Hasselt                   |
| 1998 | Stati Uniti | Colorado Springs          |
| 2002 | Germania    | Augusta                   |
| 2006 | Svizzera    | Aigle                     |
| 2007 | Francia     | Bordeaux                  |
| 2009 | Regno Unito | Manchester                |
| 2011 | Italia      | Montichiari               |
| 2012 | Stati Uniti | Los Angeles               |
| 2014 | Messico     | Aguascalientes            |
| 2015 | Paesi Bassi | Apeldoorn                 |
| 2016 | Italia      | Montichiari               |
| 2017 | Stati Uniti | Los Angeles               |
| 2018 | Brasile     | Rio de Janeiro            |
| 2019 | Paesi Bassi | Apeldoorn                 |
| 2020 | Canada      | Milton                    |
| 2021 | Belgio      | Ostenda                   |
| 2022 | Francia     | Saint-Quentin-en-Yvelines |
| 2023 | Regno Unito | Glasgow                   |
| 2024 | Brasile     | Rio de Janeiro            |